# اتفاق الديمقراطية والحرية
اتفاق الديمقراطية والحرية (بالفرنسية: Convention pour la Démocratie et la Liberté)‏ هو حزب سياسي في بوركينا فاسو.

## التاريخ
قبل الانتخابات البرلمانية لعام 2007، انضم الحزب إلى اتفاق تحالف القوى الديمقراطية، إلى جانب اتفاق الديمقراطية والاتحاد وحزب الخضر في بوركينا والتجمع من أجل القوى المستقلة / حزب شباب بوركينا فاسو. فاز التحالف بثلاثة مقاعد.
خاض الحزب الانتخابات البرلمانية لعام 2012 بمفرده، وحصل على 0.04٪ فقط من الأصوات وفشل في الفوز بمقعد. في عام 2014 انضم إلى الجبهة الجمهورية الموالية للحكومة.